# 福山リョウコ
福山 リョウコ（ふくやま リョウコ、1月5日 - ）は、日本の漫画家。和歌山県出身。

## 略歴
- 2000年 - 「カミナリ」（『ザ花とゆめ』（白泉社））でデビュー[3]。
- 2003年 - 『花とゆめ』（白泉社）にて「悩殺ジャンキー」の連載を開始[2]。同作品は2008年まで連載され、福山の代表作となった[1]。
- 2008年 - 『花とゆめ』にて、読み切り作品「モノクロ少年少女」を発表。同作品は2009年から同誌にて連載作品へと移行した。
- 2013年 - 『花とゆめ』にて「覆面系ノイズ」の連載を開始。同作品は2017年にテレビアニメ化[4]と実写映画化を果たした[5]。

## 受賞歴
- 第270回HMC（花とゆめまんが家コース）努力賞（1998年・受賞作「だって青だもん。」）[要出典]
- 第23回白泉社アテナ新人大賞 優秀新人賞（1998年・受賞作「心臓が足りない」）[2]
- 第29回白泉社アテナ新人大賞 デビュー優秀者賞（2004年・受賞作「悩殺ジャンキー」）[2]

## 作品リスト

### 連載
- 悩殺ジャンキー（2003年 - 2008年、『花とゆめ』） - 連載デビュー作。[要出典]第29回白泉社アテナ新人大賞 デビュー優秀者賞[2]。
- モノクロ少年少女（2009年 - 2012年、『花とゆめ』）
- 覆面系ノイズ（2013年 - 2019年、『花とゆめ』）
- 恋に無駄口（2019年[6] - 2023年[7]、『花とゆめ』）
- 聴けない夜は亡い（2019年[6] - 連載中、『ヤングアニマルZERO』）
- 人の余命で青春するな（2024年[8] - 連載中、『花とゆめ』）

### 読切
| 作品名                                 | 掲載誌                                        | 収録コミックス                  | 注記                                                             |
| -------------------------------------- | --------------------------------------------- | ------------------------------- | ---------------------------------------------------------------- |
| だって青だもん。                       | 『花とゆめステップ増刊』1998年12月15日号      |                                 | 第270回HMC（花とゆめまんが家コース）努力賞。                     |
| 心臓が足りない                         | 『花とゆめ』1999年7号                         | 『心臓が足りない』              | 第23回白泉社アテナ新人大賞 優秀新人賞。                          |
| カミナリ                               | 『ザ花とゆめ』2000年3月1日号                  |                                 | デビュー作。                                                     |
| ゼロセンチ                             | 『花とゆめ』2000年21号                        | 『心臓が足りない』              |                                                                  |
| うそつきな胃袋                         | 『花とゆめ』2001年3号                         |                                 |                                                                  |
| アフタースクールベイビーズ             | 『ザ花とゆめ』2001年5月1日号                  |                                 |                                                                  |
| こうしちゃいられない                   | 『花とゆめ』2001年13号                        |                                 |                                                                  |
| カタコトの夏                           | 『ザ花とゆめ』2001年8月1日号                  |                                 |                                                                  |
| 空へ踏み出せ                           | 『ザ花とゆめ』2001年10月1日号                 |                                 |                                                                  |
| 半端カンカク                           | 『ザ花とゆめ』2002年4月1日号、同年6月1日号    | 『心臓が足りない』（第1話のみ） | 全2話。                                                          |
| のぞいてみたくてしかたない             | 『ザ花とゆめ』2002年8月1日号                  | 『悩殺ジャンキー』第6巻         |                                                                  |
| パチパチ                               | 『花とゆめ』2002年18号                        | 『心臓が足りない』              |                                                                  |
| ケダモノ天国                           | 『ザ花とゆめ』2002年10月1日号                 | 『心臓が足りない』              |                                                                  |
| みずたまブックス                       | 『花とゆめ』2003年2号                         |                                 |                                                                  |
| 405                                    | 『ザ花とゆめ』2003年2月1日号                  |                                 |                                                                  |
| だから言ったじゃん                     | 『ザ花とゆめ』2003年4月1日号                  | 『心臓が足りない』              |                                                                  |
| 垂直落下少年少女                       | 『ザ花とゆめ』2003年6月1日号                  |                                 |                                                                  |
| 中毒スイーツ                           | 『ザ花とゆめ』2003年8月1日号                  |                                 |                                                                  |
| 赤の春                                 | 『ザ花とゆめ』2005年6月1日号                  | 『悩殺ジャンキー』第5巻         | 「悩殺ジャンキー」の番外編。                                     |
| 青の夏                                 | 『ザ花とゆめ』2006年9月25日号                 | 『悩殺ジャンキー』第9巻         | 「悩殺ジャンキー」の番外編。                                     |
| 白の秋                                 | 『ザ花とゆめ』2007年11月25日号                | 『悩殺ジャンキー』第12巻        | 「悩殺ジャンキー」の番外編。                                     |
| 黒の冬                                 | 『ザ花とゆめ』2008年3月25日号                 | 『悩殺ジャンキー』第13巻        | 「悩殺ジャンキー」の番外編。                                     |
| モノクロ少年少女                       | 『花とゆめ』2008年17号                        | 『モノクロ少年少女』第1巻       | 当初読み切りとして発表された作品。 同誌2009年7号から連載に移行。 |
| 名作4コマ博覧会 悩殺ジャンキー         | 『花とゆめ』2010年15号                        |                                 | 『花とゆめ』通巻900号記念。 過去の名作の4コマ漫画が掲載された。  |
| モノクロ少年少女                       | 『ザ花とゆめ』2011年5月1日号                  | 『モノクロ少年少女』第10巻      | 「モノクロ少年少女」の番外編。                                   |
| 墜落ゼリー                             | 『花とゆめ』2012年7号                         | 『覆面系ノイズ』第13巻          |                                                                  |
| 征服のガール                           | 『ザ花とゆめ』2013年9月1日号                  |                                 |                                                                  |
| 覆面系ノイズ                           | 『ザ花とゆめ』2014年12月1日号                 | 『覆面系ノイズ』第5巻           | 「覆面系ノイズ」の番外編。                                       |
| 覆面系ノイズ                           | 『ザ花とゆめ』2017年6月1日号                  | 『覆面系ノイズ』第17巻          | 「覆面系ノイズ」の番外編。                                       |
| 覆面系ノイズ                           | 『ザ花とゆめ』2017年12月1日号                 | 『覆面系ノイズ』第17巻          | 「覆面系ノイズ」の番外編。                                       |
| 針穴にモンスター                       | 『花とゆめ』2018年18号                        |                                 |                                                                  |
| 饒舌と放課後                           | 『ザ花とゆめ』2019年6月1日号                  |                                 |                                                                  |
| 恋に無駄口                             | 『ザ花とゆめ アオハル』2020年6月1日号         | 『恋に無駄口』第3巻             | 「恋に無駄口」番外編                                             |
| 恋に無駄口                             | 『花とゆめ mini』2020年vol.1                  | 『恋に無駄口』第4巻             | 「恋に無駄口」番外編                                             |
| 恋に無駄口                             | 『花とゆめ mini』2020年vol.2                  | 『恋に無駄口』第5巻             | 「恋に無駄口」番外編                                             |
| 恋に無駄口                             | 『ザ花とゆめ サマーラブ2nd』2020年9月1日号    | 『恋に無駄口』第6巻             | 「恋に無駄口」番外編                                             |
| 刹那的ディスタンス                     | 『ザ花とゆめ ホワイトラブ』2021年3月1日号     |                                 |                                                                  |
| 恋に無駄口                             | 『ザ花とゆめ オールスター』2021年6月1日号     | 『恋に無駄口』第7巻             | 「恋に無駄口」番外編                                             |
| 恋に無駄口                             | 『花とゆめ』2022年6号                         | 『恋に無駄口』第8巻             | 「恋に無駄口」番外編                                             |
| 各務ましろは吸血鬼                     | 『ザ花とゆめ ダークヒーローズ』2022年6月1日号 |                                 | 「恋に無駄口」番外編4コマ漫画                                    |
| 福山リョウコの“うちの子”自慢           | コミックナタリー（「ペット自慢エピソード」）  |                                 | マンガ家の"うちの子"自慢 第8回                                   |
| 恋に無駄口                             | 『ザ花とゆめ シークレット』2022年9月1日号     | 『恋に無駄口』第9巻             | 「恋に無駄口」番外編                                             |
| 恋に無駄口 talk extra 8.「教師に生徒」 | 『ザ花とゆめ 転生』2022年12月1日号            | 『恋に無駄口』第10巻            | 「恋に無駄口」番外編                                             |
| 校長の話が長い                         | 『花とゆめ』2024年9号                         |                                 |                                                                  |

### 書籍
詳細は各リンク先を参照。
- 『悩殺ジャンキー』白泉社〈花とゆめコミックス〉2004年 - 2019年、全16巻
- 『モノクロ少年少女』白泉社〈花とゆめコミックス〉2009年 - 2012年、全12巻
- 『心臓が足りない』白泉社〈花とゆめコミックススペシャル〉2011年、初期短編集
- 『覆面系ノイズ』白泉社〈花とゆめコミックス〉2013年 - 2019年、全18巻
- 『恋に無駄口』白泉社〈花とゆめコミックス〉2019年 - 2023年、全12巻
- 『聴けない夜は亡い』白泉社〈ヤングアニマルコミックス〉2019年 - 、既刊4巻（2024年12月20日現在）
- 『人の余命で青春するな』白泉社〈花とゆめコミックス〉2024年 - 、既刊3巻（2025年7月18日現在）
- 『校長の話が長い -福山リョウコ短編集-』白泉社〈花とゆめコミックス〉、2024年12月20日発売[22]、ISBN 978-4-592-22445-7

イラスト集
- 『17NOISE ARTWORKS of RYOKO FUKUYAMA』白泉社 2017年

## 関連人物
- 山田南平[23] - アシスタント経験先。